# 唐斯
唐斯（法語：Tence，法語發音：[tɑ̃s] ⓘ），法国东南部城市，奥弗涅-罗讷-阿尔卑斯大区上卢瓦尔省的一个市镇，隶属于伊桑若区，其市镇面积为52.12平方公里，2022年1月1日时人口数量为3,148人，在法国城市中排名第3,623位。
唐斯位于上卢瓦尔省东部，沃莱利尼翁河畔，东侧与阿尔代什省接壤，是一个区域性的中心城市，多条公路在此交汇。

## 地名来源
根据当地官方网站的论述，“Tence”一名可能出自拉丁语单词“tendo”，意为“开垦”。
唐斯所处区域历史上曾通行奥克语，“Tence”在奥克语维基百科及Openstreetmap中对应的拼写为“Tença”。

## 历史

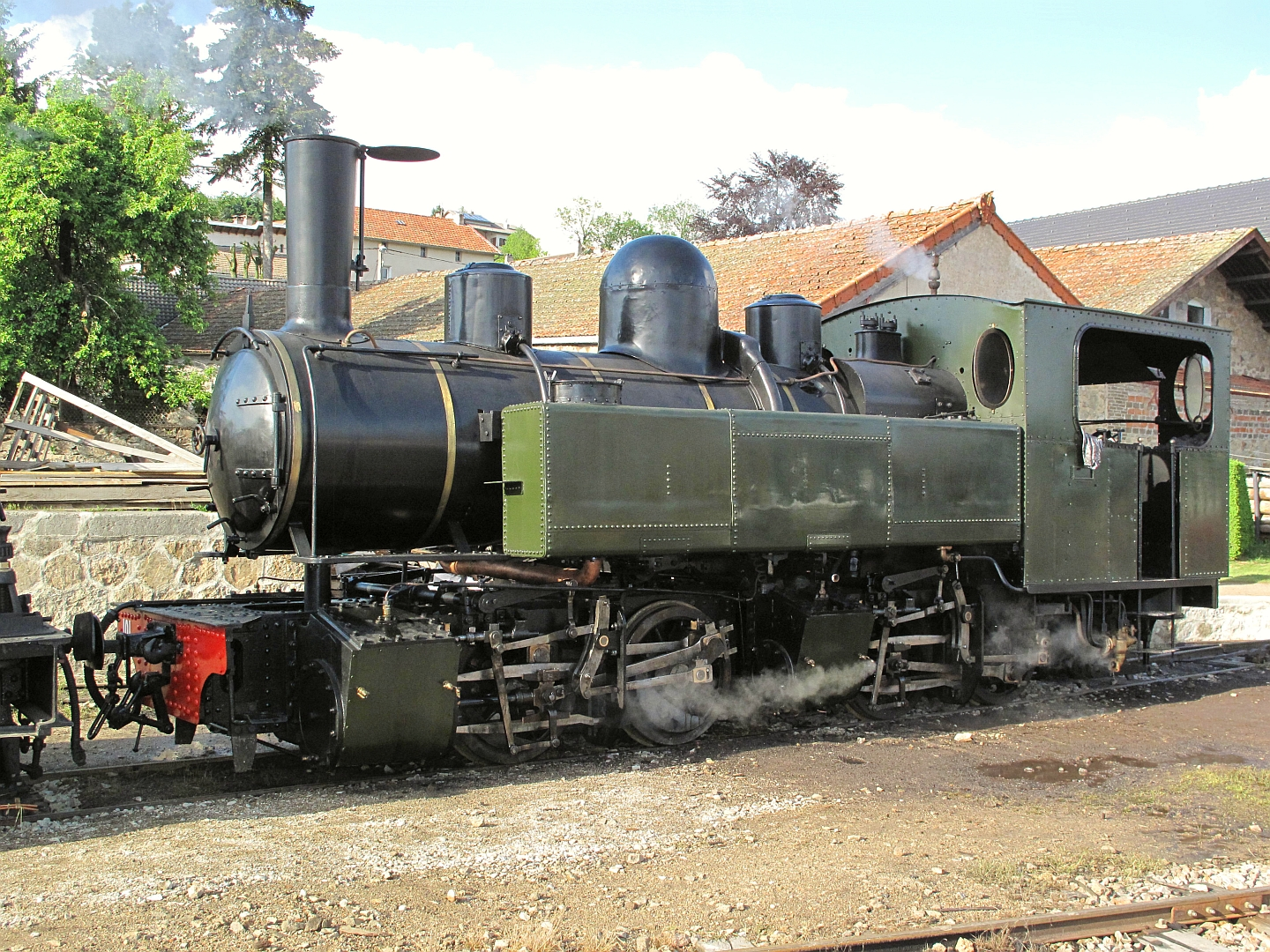
“沃莱快线”铁路爱好者协会收藏的一列蒸汽机车

根据当地官方网站的论述，唐斯所处区域在古罗马时期曾有一条道路由此通过。公元8世纪时，摩尔人北上入侵沃莱地区。唐斯最早的历史记载出现于公元10世纪的一份宗教文献中。公元11世纪时，勒皮主教在唐斯创建了一处修道院，其附近逐渐形成聚落。中世纪末期，唐斯逐渐发展成为一个区域性的商业中心，当地出现了城墙、教堂等设施。宗教战争期间，唐斯几番被新教徒控制。唐斯城墙在17世纪的战乱中被毁。法国大革命后，唐斯成为上卢瓦尔省的一个市镇。1872年，勒马斯德唐斯成为独立市镇。1876年，唐斯境内的部分区域被划出成为新市镇舍讷雷耶的一部分。自19世纪末起，唐斯人口数量逐年下降。途径唐斯的迪尼耶尔—勒谢拉尔铁路于1901年建成通车，该铁路于1968年停止客运服务，部分路段被当地民间组织沃莱快线收购。

## 地理

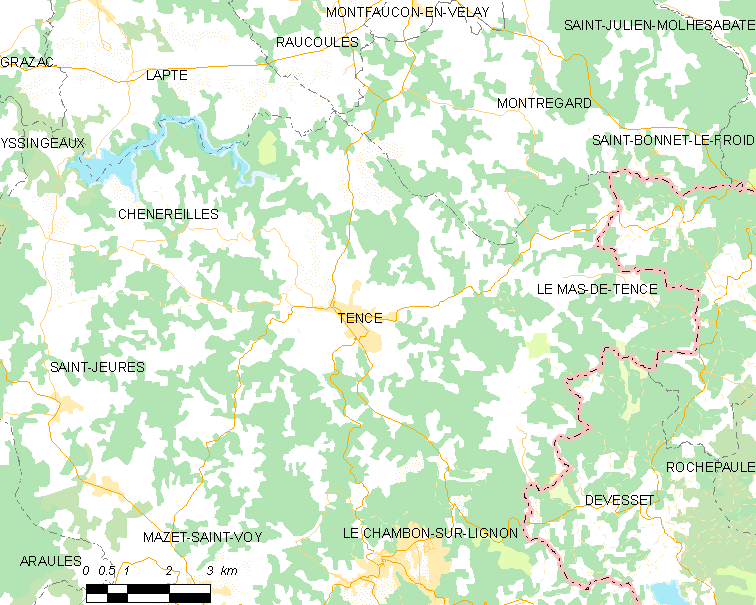
唐斯市镇范围地图

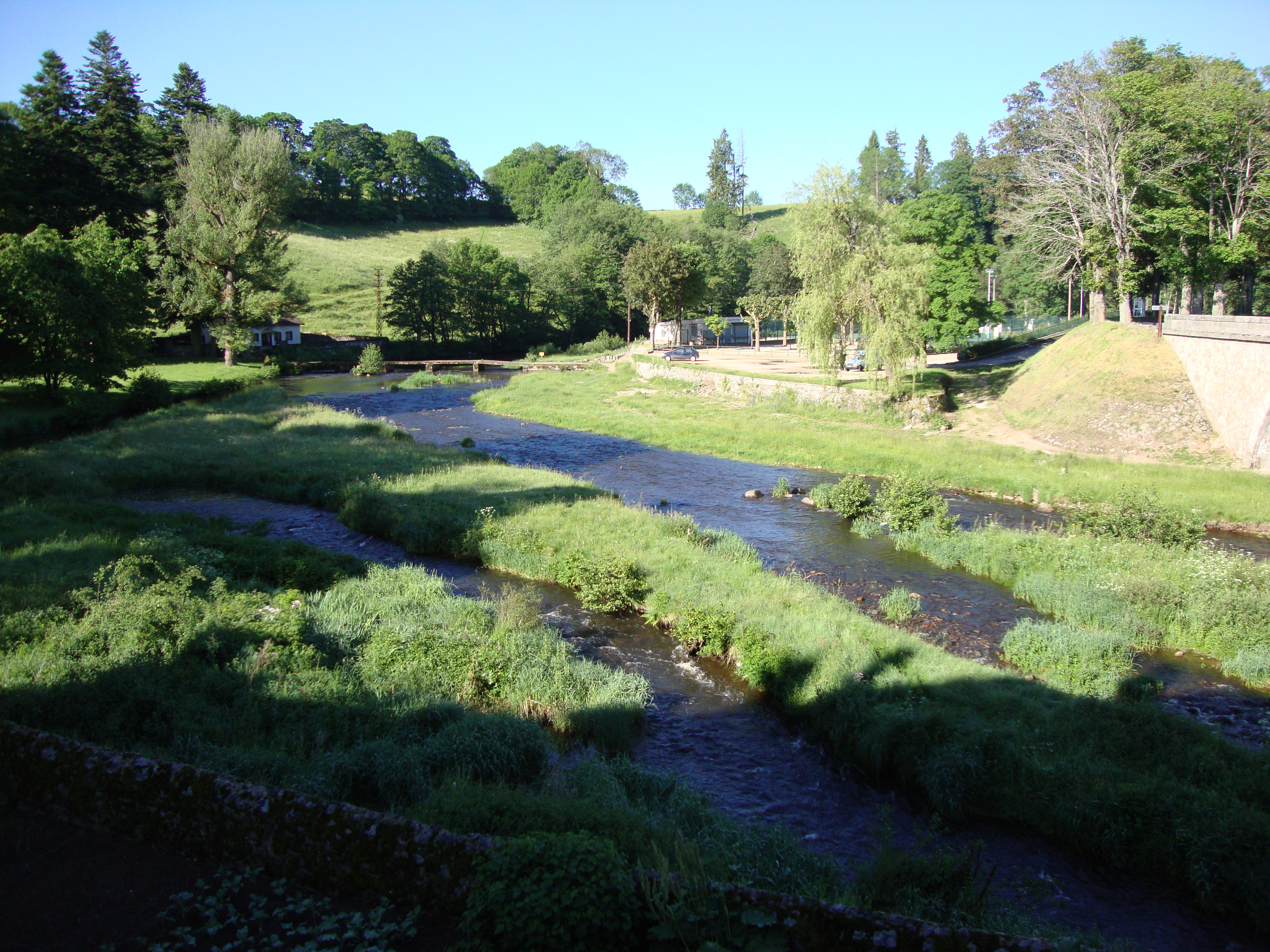
沃莱利尼翁河唐斯段

唐斯位于法国东南部，奥弗涅-罗讷-阿尔卑斯大区南部偏西和上卢瓦尔省东部，距离省会勒皮大约43公里。与唐斯接壤的市镇包括：舍讷雷耶、拉普特、蒙勒加尔、圣热尔、马泽圣瓦、勒马斯德唐斯、利尼翁河畔勒尚邦和德韦塞。

### 地形
唐斯位于法国中央高原东部，沃莱地区腹地，境内以丘陵为主，市镇中心位于沃莱利尼翁河右岸的一处高地尚，核心区域地势较为平坦，部分街区起伏明显，全境海拔在803到1129米之间。

### 水文
唐斯位于卢瓦尔河流域范围内，沃莱利尼翁河自南向北流经市区西侧，其右岸支流塞里古勒溪（ruisseau de la Sérigoule）流经镇中心。

### 植被
唐斯属于温带阔叶混交林区，部分高海拔地区有针叶林分布，林地多分布于河流附近及部分山地地带。
在鲜花城市的评比中，唐斯暂未被评级。

### 气候
唐斯在柯本气候分类法中属于带有山地特征的温带海洋性气候，东侧部分高海拔区域山地特征明显。
距离唐斯最近的常年气象站位于罗什波勒境内，以下为该气象站的数据（其中日照数据取自勒皮机场）：
| 罗什波勒 1981年－2010年 | 罗什波勒 1981年－2010年 | 罗什波勒 1981年－2010年 | 罗什波勒 1981年－2010年 | 罗什波勒 1981年－2010年 | 罗什波勒 1981年－2010年 | 罗什波勒 1981年－2010年 | 罗什波勒 1981年－2010年 | 罗什波勒 1981年－2010年 | 罗什波勒 1981年－2010年 | 罗什波勒 1981年－2010年 | 罗什波勒 1981年－2010年 | 罗什波勒 1981年－2010年 | 罗什波勒 1981年－2010年 |
| 月份                    | 1月                     | 2月                     | 3月                     | 4月                     | 5月                     | 6月                     | 7月                     | 8月                     | 9月                     | 10月                    | 11月                    | 12月                    | 全年                    |
| ----------------------- | ----------------------- | ----------------------- | ----------------------- | ----------------------- | ----------------------- | ----------------------- | ----------------------- | ----------------------- | ----------------------- | ----------------------- | ----------------------- | ----------------------- | ----------------------- |
| 历史最高温 °C（°F）     | 15.9 (60.6)             | 19.1 (66.4)             | 22.1 (71.8)             | 24.7 (76.5)             | 27.7 (81.9)             | 33.8 (92.8)             | 34.3 (93.7)             | 36.9 (98.4)             | 30.2 (86.4)             | 25.6 (78.1)             | 20.6 (69.1)             | 15.3 (59.5)             | 36.9 (98.4)             |
| 平均高温 °C（°F）       | 4.2 (39.6)              | 5.4 (41.7)              | 9.2 (48.6)              | 12.3 (54.1)             | 16.9 (62.4)             | 21.4 (70.5)             | 23.7 (74.7)             | 23.5 (74.3)             | 18.4 (65.1)             | 13.9 (57.0)             | 7.1 (44.8)              | 4.6 (40.3)              | 13.4 (56.1)             |
| 日均气温 °C（°F）       | 1.2 (34.2)              | 1.9 (35.4)              | 4.8 (40.6)              | 7.6 (45.7)              | 12.1 (53.8)             | 16.1 (61.0)             | 18.1 (64.6)             | 18.1 (64.6)             | 13.7 (56.7)             | 10.3 (50.5)             | 4.1 (39.4)              | 1.7 (35.1)              | 9.1 (48.4)              |
| 平均低温 °C（°F）       | −1.8 (28.8)             | −1.6 (29.1)             | 0.5 (32.9)              | 3 (37)                  | 7.4 (45.3)              | 10.8 (51.4)             | 12.5 (54.5)             | 12.7 (54.9)             | 9 (48)                  | 6.6 (43.9)              | 1.1 (34.0)              | −1.2 (29.8)             | 4.9 (40.8)              |
| 历史最低温 °C（°F）     | −13.7 (7.3)             | −13.4 (7.9)             | −15.5 (4.1)             | −7.4 (18.7)             | −1.9 (28.6)             | 1.7 (35.1)              | 4.3 (39.7)              | 3.7 (38.7)              | 0.5 (32.9)              | −5.7 (21.7)             | −11 (12)                | −14.3 (6.3)             | −15.5 (4.1)             |
| 平均降水量 mm（）       | 69 (2.7)                | 54 (2.1)                | 44.5 (1.75)             | 81.9 (3.22)             | 96.3 (3.79)             | 57.3 (2.26)             | 53.8 (2.12)             | 80.7 (3.18)             | 86.3 (3.40)             | 124.6 (4.91)            | 133.9 (5.27)            | 79 (3.1)                | 961.3 (37.85)           |
| 月均日照時數            | 93.7                    | 111.1                   | 166.9                   | 163.8                   | 191                     | 221.4                   | 261.2                   | 234.6                   | 179.7                   | 126.7                   | 84                      | 75.5                    | 1,909.6                 |
| 来源：infoclimat.fr     |                         |                         |                         |                         |                         |                         |                         |                         |                         |                         |                         |                         |                         |

## 行政区划
唐斯的市镇编号为43244，邮政编号为43190。
在行政管理方面，唐斯隶属于法国奥弗涅-罗讷-阿尔卑斯大区上卢瓦尔省伊桑若区；在地方选举方面，唐斯是莱布蒂耶尔县的中央投票站所在地，其市镇范围全境被划入上卢瓦尔省第一选区；在社会管理方面，唐斯是上利尼翁市镇公共社区的办公驻地。
截至2023年5月，唐斯市镇范围内暂无城市敏感街区及城市政策优先街区。
法国国家统计与经济研究所（简称）在进行数据统计时，将唐斯市镇单独设为唐斯城市核心区（Unité urbaine de Tence），未将唐斯划入任何城市区（Aire urbaine）及城市辐射区（Aire d'attraction）。此外，还将唐斯市镇整体看作一个“块区”（IRIS），以便于统计人口分布情况。

## 交通

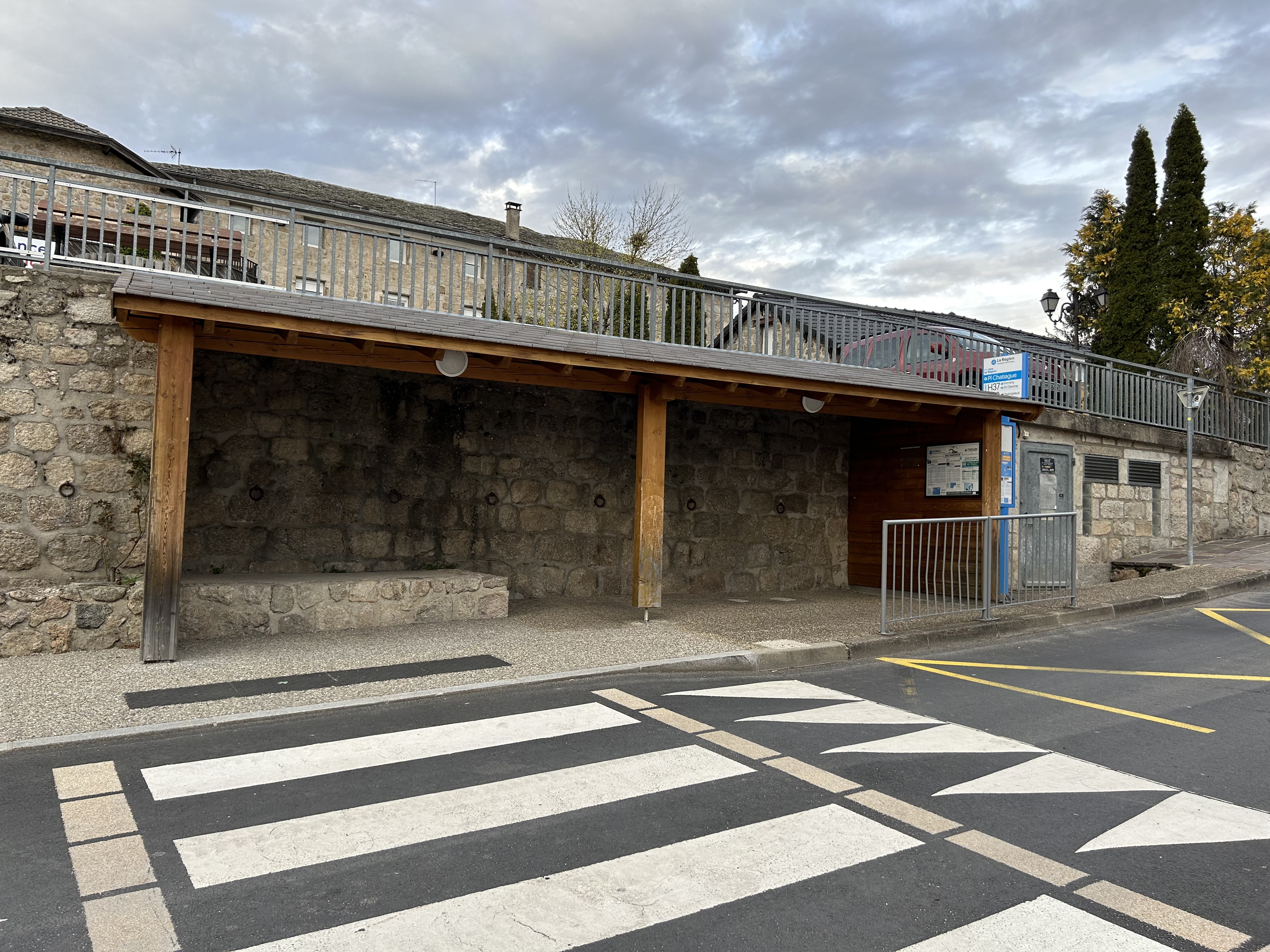
唐斯的一处城际巴士车站

### 公路
上卢瓦尔省省道D18线、D63线、D74线、D103线、D182线、D472线和D500线在唐斯境内交汇。奥弗涅-罗讷-阿尔卑斯大区下属的城际客运提供巴士线路，可前往勒皮和圣艾蒂安。
|  | 52 |

| 勒皮 | 43 |

| 阿诺奈 | 41 |

| 伊桑若 | 20 |

2019年，59.6%的唐斯家庭拥有至少一辆私人汽车。2019年，唐斯境内共发生各类交通事故2起，造成2人受伤，其中2人重伤。

### 铁路
距离唐斯最近的运营中的客运铁路车站为31公里外的勒图尔纳克站，该站停靠往返于圣艾蒂安和勒皮一线的区域列车。

### 航空
距离唐斯最近的民用航空站为58公里外的勒皮机场。

### 城市公共交通
截至2023年5月，唐斯暂无城市公共交通系统。

## 政治

### 市政内阁

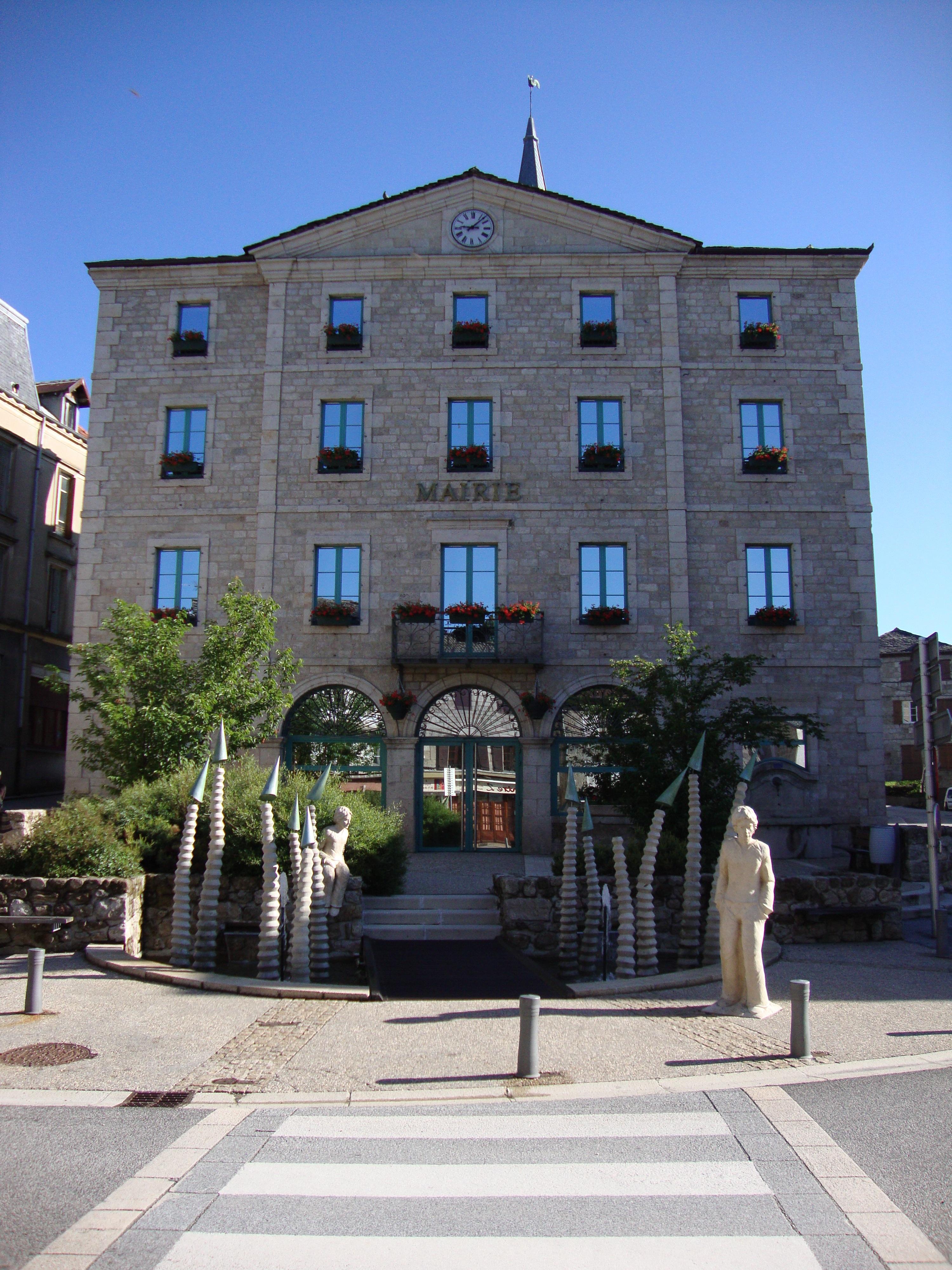
唐斯市政厅

唐斯的现任市长为达维德·萨尔克-普拉迪耶先生（David SALQUE-PRADIER），他是一名无党派人士，在2020年的市政选举中获得了67.95%的支持率。
| 唐斯历届市长   | 唐斯历届市长                                | 唐斯历届市长      |
| 任期           | 市长                                        | 党派              |
| -------------- | ------------------------------------------- | ----------------- |
| 1944年－1945年 | Jacques MASSON 雅克·马松                    | 無黨籍            |
| 1945年－1946年 | Antoine FRACHETTE 安托万·弗拉谢特           | 無黨籍            |
| 1946年－1949年 | Marius MASSARD 马里尤斯·马萨尔              | 無黨籍            |
| 1949年－1959年 | Joseph-Henri VACHER 约瑟夫-亨利·瓦谢        | 無黨籍            |
| 1959年－1977年 | Léon ROCHER 莱昂·罗谢                       | 無黨籍            |
| 1977年－1981年 | Joseph FRAISSE 约瑟夫·弗赖斯                | 無黨籍            |
| 1981年－2001年 | Jean-Marc DIGONNET 让-马克·迪戈内           | DVD右翼无党派人士 |
| 2001年－2008年 | Jacqueline DECULTIS 雅克丽娜·德屈尔蒂斯     | 無黨籍            |
| 2008年－2012年 | Jean-Marc DIGONNET 让-马克·迪戈内           | DVD右翼无党派人士 |
| 2012年－2020年 | Brigitte RENAUD 布丽吉特·雷诺               | DVD右翼无党派人士 |
| 2020年－       | David SALQUE-PRADIER 达维德·萨尔克-普拉迪耶 | 無黨籍            |

### 各级选举
| 唐斯历届投票选举结果 | 唐斯历届投票选举结果 | 唐斯历届投票选举结果 | 唐斯历届投票选举结果 | 唐斯历届投票选举结果            | 唐斯历届投票选举结果 | 唐斯历届投票选举结果        | 唐斯历届投票选举结果        | 唐斯历届投票选举结果        | 唐斯历届投票选举结果 |
| 选举项目             | 选举范围             | 选区单位             | 选区单位内的选举结果 | 选区单位内的选举结果            | 选区单位内的选举结果 | 选区单位内的选举结果        | 选区单位内的选举结果        | 选区单位内的选举结果        | 参考资料             |
| 选举项目             | 选举范围             | 选区单位             | 第一轮胜出者         | 第一轮胜出者                    | 支持率               | 第二轮胜出者                | 第二轮胜出者                | 支持率                      | 参考资料             |
| -------------------- | -------------------- | -------------------- | -------------------- | ------------------------------- | -------------------- | --------------------------- | --------------------------- | --------------------------- | -------------------- |
| 2017年法國總統選舉   | 法國                 | 市镇                 |                      | 埃马纽埃尔·马克龙               | 21.76%               |                             | 埃马纽埃尔·马克龙           | 63.64%                      | [ 22 ]               |
| 2017年法国立法选举   | 上卢瓦尔省第一选区   | 市镇                 |                      | 伊萨贝尔·瓦朗坦                 | 46.65%               |                             | 伊萨贝尔·瓦朗坦             | 62.36%                      | [ 22 ]               |
| 2019年欧洲议会选举   | 法國                 | 市镇                 |                      | 弗朗索瓦-格扎维埃·贝拉米        | 21.87%               | （不适用）                  | （不适用）                  | （不适用）                  | [ 24 ]               |
| 2021年法国省级选举   | 上盧瓦爾省           | 县                   |                      | 奥利维耶·西戈洛蒂 布丽吉特·雷诺 | 100%                 | （不适用） （无其他候选人） | （不适用） （无其他候选人） | （不适用） （无其他候选人） | [ 25 ]               |
| 2021年法国省级选举   | 上盧瓦爾省           | 市镇                 |                      | 奥利维耶·西戈洛蒂 布丽吉特·雷诺 | 100%                 | （不适用） （无其他候选人） | （不适用） （无其他候选人） | （不适用） （无其他候选人） | [ 25 ]               |
| 2021年法国大区选举   |                      | 市镇                 |                      | 洛朗·沃基耶                     | 74.53%               |                             | 洛朗·沃基耶                 | 77.21%                      | [ 26 ]               |
| 2022年法国总统选举   | 法國                 | 市镇                 |                      | 玛丽娜·勒庞                     | 25.37%               |                             | 埃马纽埃尔·马克龙           | 52.94%                      | [ 22 ]               |
| 2022年法国立法选举   | 上卢瓦尔省第一选区   | 市镇                 |                      | 伊萨贝尔·瓦朗坦                 | 51.53%               |                             | 伊萨贝尔·瓦朗坦             | 69.98%                      | [ 22 ]               |

## 人口
2019年，唐斯市镇人口数量为3,074，在法国排名第3,623位。其中男性1,516人，女性1,558人，75岁及以上人口占11.7%，外籍人口数量为32人，人口密度为59人/平方公里，当地居民被称为（男性）或（女性）。2020年，唐斯境内出生24人，死亡人口64人。
| 唐斯1901年－2020年人口变化情况 |
|                                |
| 数据来源：Cassini、INSEE       |

## 经济

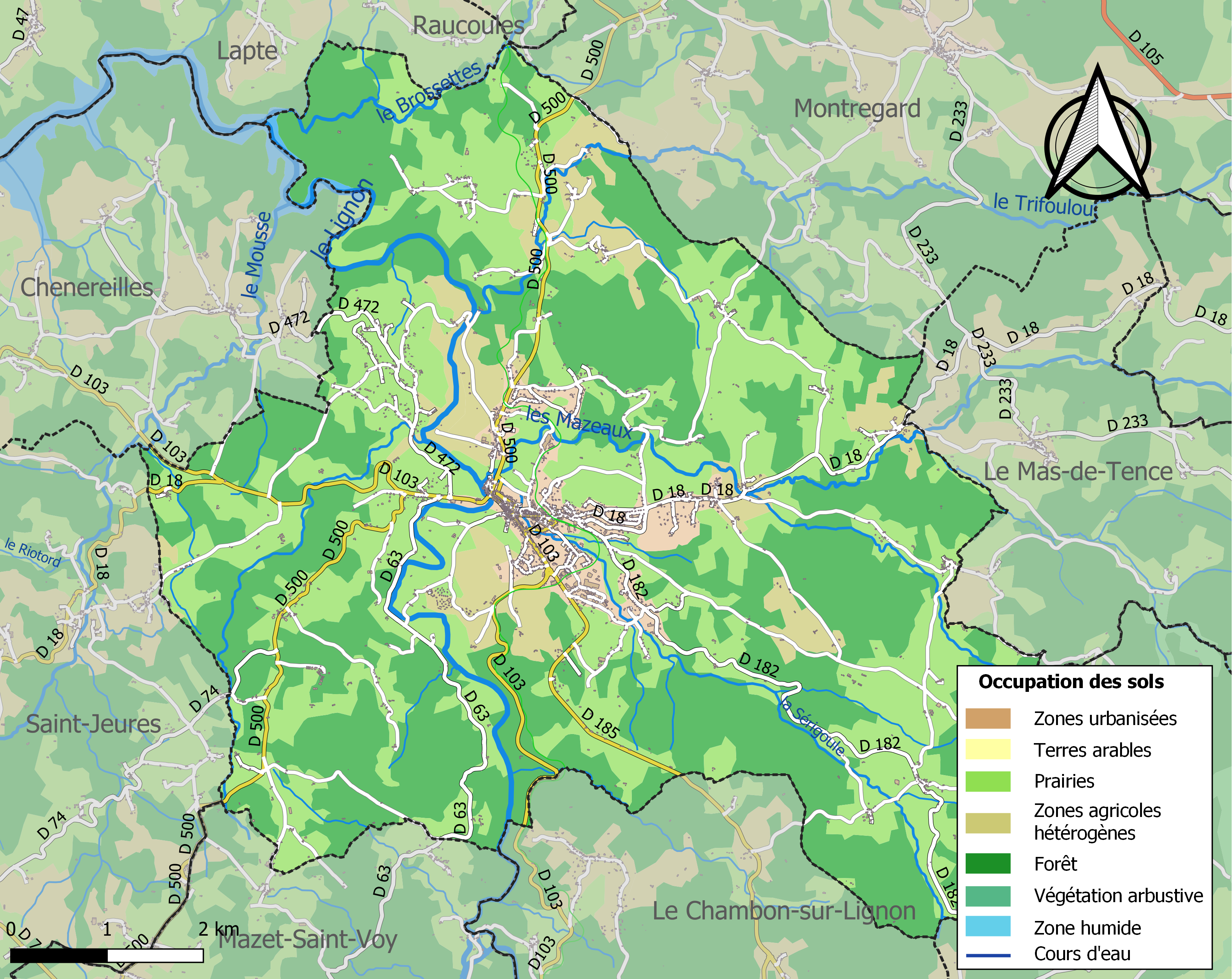
唐斯土地利用情况地图

唐斯是一个区域性的中心城市。截止2023年5月，唐斯市镇范围内共有各类用人单位（包含自雇）695家，平均历史为19年，其中99.72%为中小型企业（PME），2023年3月至5月间，当地的经济活力指数为0。（零售）、（家居）及（采石、采砂）是当地2021年营业额最高的三个企业，分别为2,949,509欧元、2,040,673欧元和1,873,517欧元。

## 财政与居民收入
2021年，唐斯的财政收入总额为2,842,630欧元，财政支出总额为2,103,710欧元，当年的债务总额为2,782,870欧元。2021年，唐斯市镇通过增值税获得311,890欧元的收入，此外当地还共获得了437,410欧元的国家直接财政补助。
2020年，唐斯的人均月收入总额为1,887欧元，其中高级职员为3,563欧元，低于法国平均水平（4,230欧元）；中级职员为2,098欧元，低于法国平均水平（2,411欧元）；普通职员为1,622欧元，亦低于法国平均水平（1,740欧元）。
2019年，唐斯境内的贫困率为13%，青壮年（15至64岁）失业率为10.8%；当地45.9%的家庭拥有纳税资格，平均纳税2,068欧元，低于法国平均水平（3,910欧元）。

## 社会事务

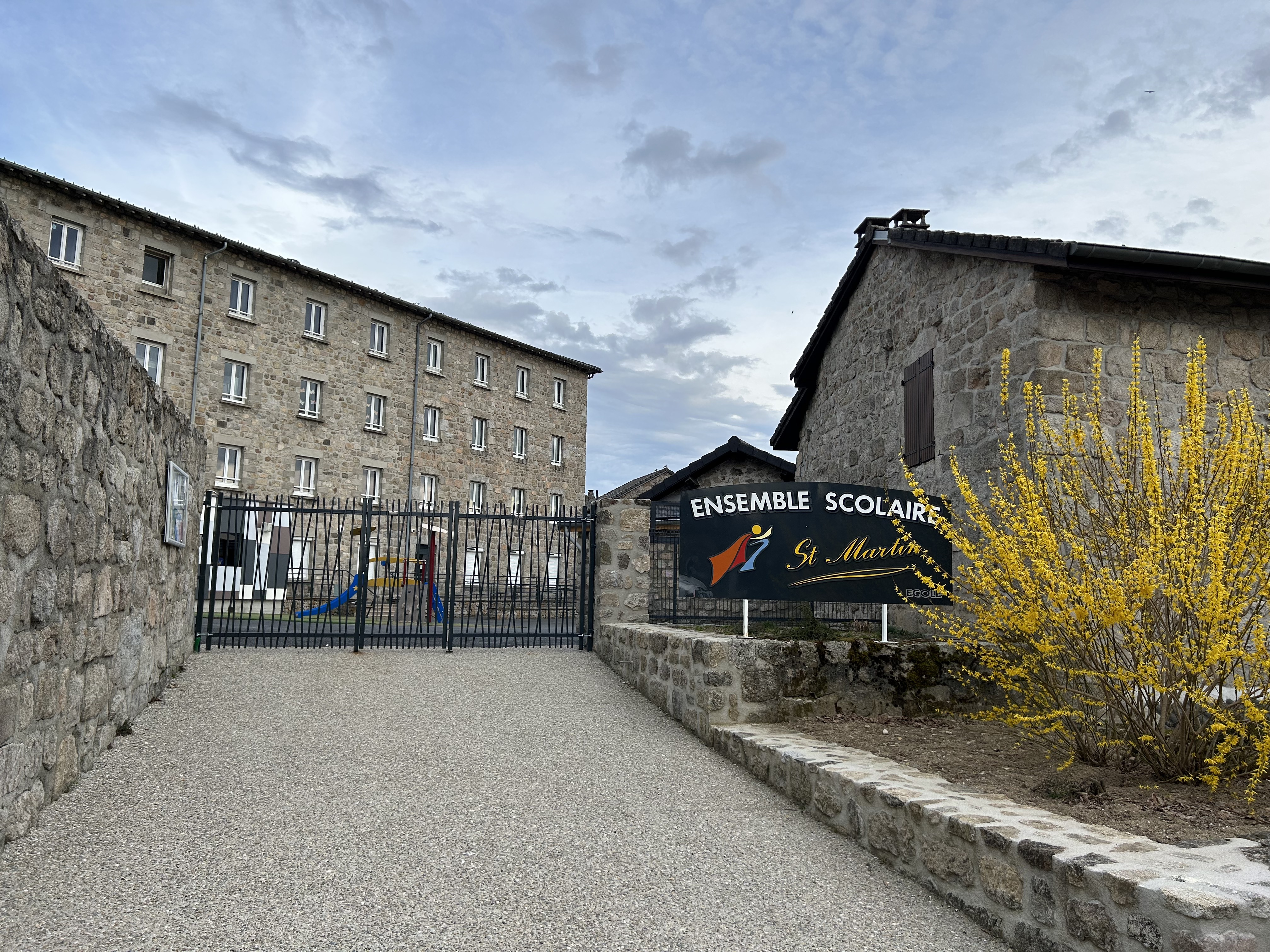
圣马丁完全学校

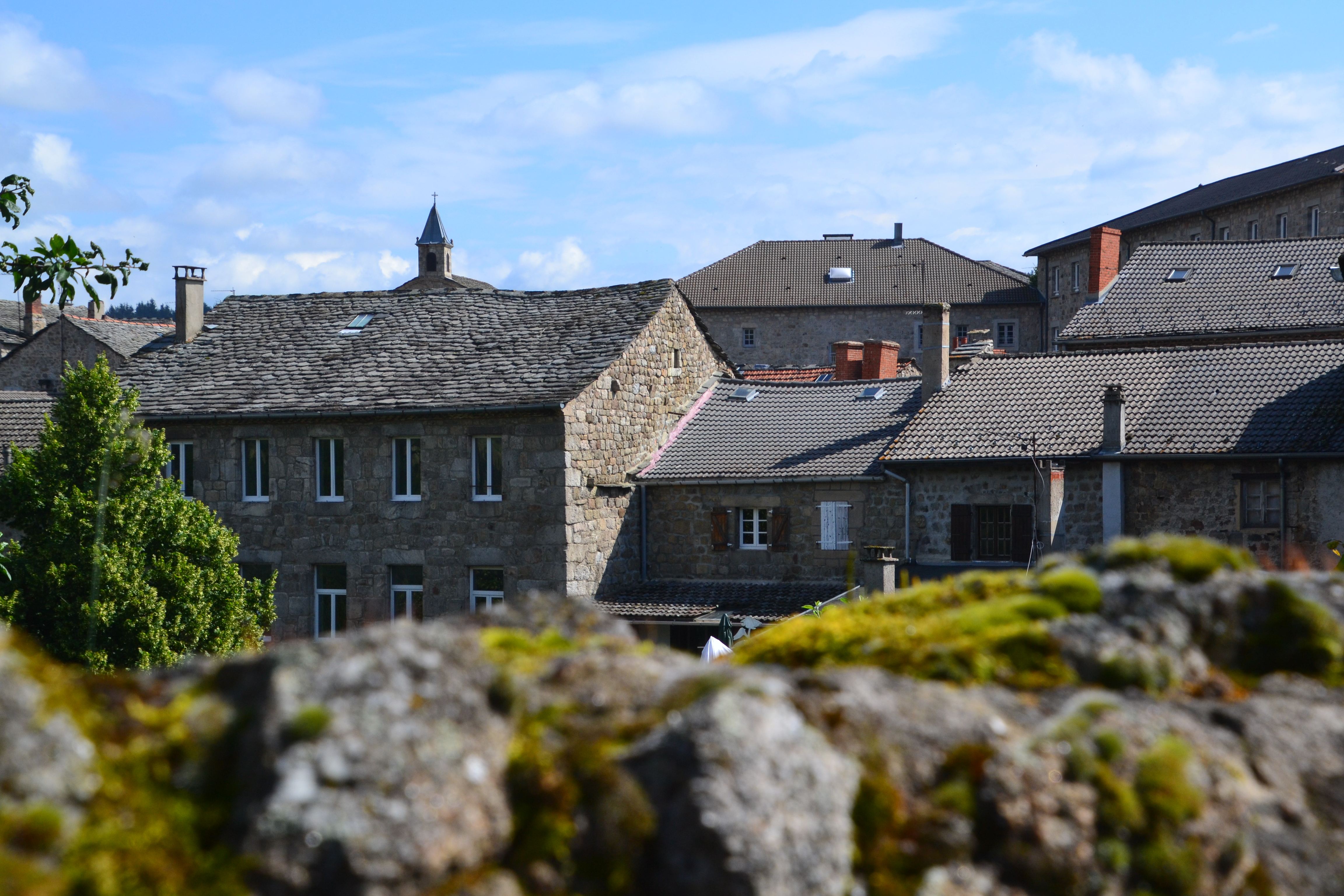
唐斯老城天际线

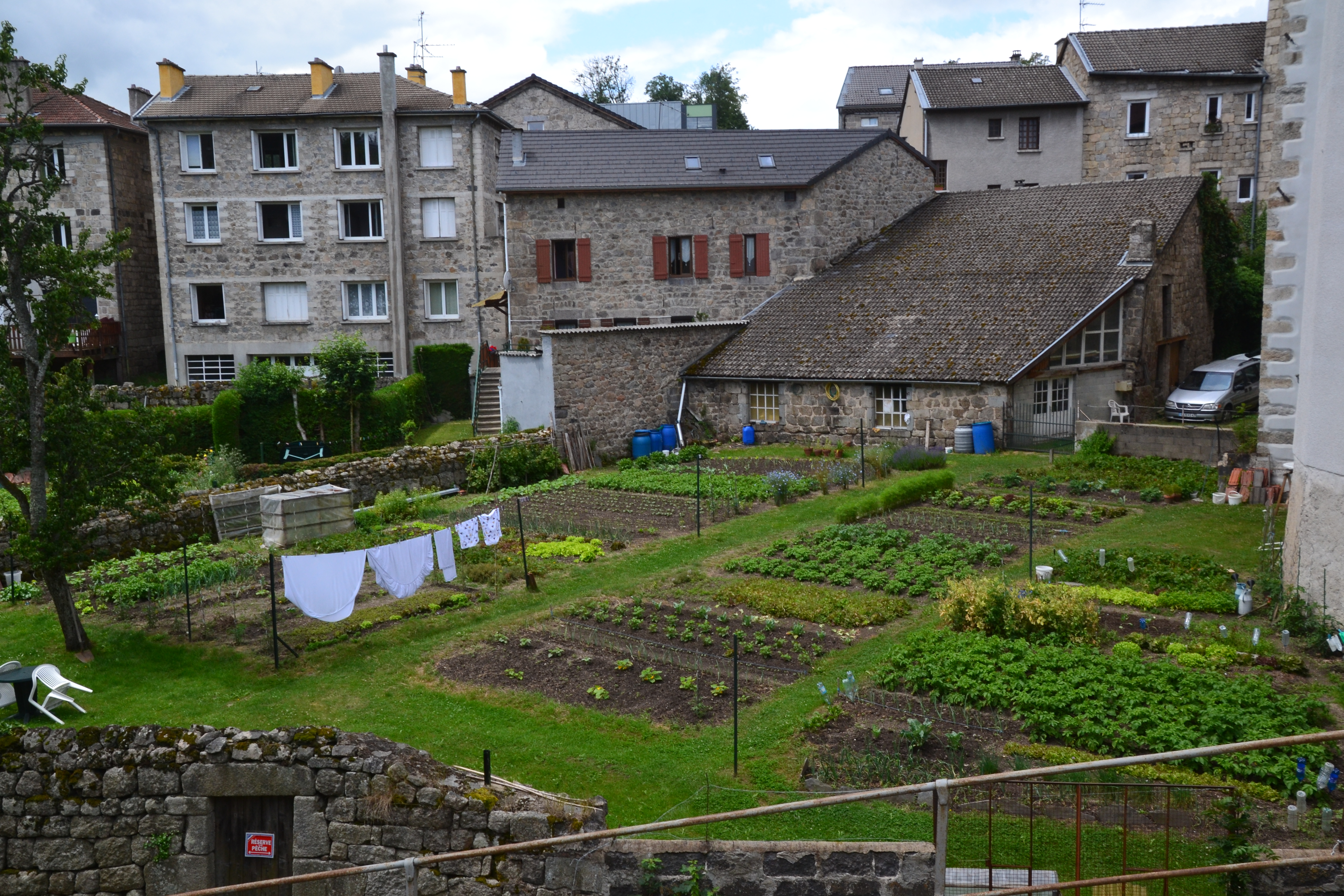
传统民居及花园

### 教育
唐斯属于克莱蒙费朗学区。截止2021年1月1日，唐斯境内共有2所小学和2所初级中学。2021至2022学年度，唐斯境内共有在校中等教育阶段学生317名。

### 医疗
截止2021年1月1日，唐斯境内共有全科医生3名、保健师4名、牙医1名和护士14名。境内共有药房1家。
距离唐斯中心医院最近的区域性医疗机构为伊桑若中心医院（Centre Hospitalier d'Yssingeaux），其主病区雅克·巴罗中心医院（Centre Hospitalier Jacques Barrot）位于伊桑若市区，距离唐斯市区的正常车程大约22分钟，该院设有床位260个，是当地规模最大的公立综合性医院。

### 住房
2019年，唐斯境内共有各类住房1,989套，其中78.6%为独立式居民区，21.0%为集中式居民区。常住房屋占唐斯市镇范围内居民建筑总量的67.1%。
在住房保障政策方面，2021年，唐斯境内共有214户家庭获得了住房经济补助，受益人数占总人口数量的7.0%，其中204份为房租补助。

### 商业
2021年，唐斯境内共有各类实体商铺101家，其中餐厅13家、大型超市3家、杂货店1家、面包房3家、肉铺4家、书店2家、银行门店2家、美容美发店4家、汽车维修店5家。市区南部建有开放式商业街区，有家乐福、Netto、Gamm Vert等商场。

### 体育
2021年，唐斯境内共有1家游泳池、2间体育馆、1座综合体育场、5处网球场、1处马术场、4处足球或橄榄球场以及1处高尔夫球场。
截至2023年5月，唐斯境内暂无任何注册足球俱乐部。
高高原橄榄球俱乐部（Rugby Club des Hauts-Plateaux）是当地的一支橄榄球队，其主场为若马索球场（Stade Jo Maso）。

### 环境
唐斯的环境事务由其所属的上利尼翁市镇公共社区联合各级政府协调负责。2021年，唐斯境内暂无污染企业。

### 治安
2021年，唐斯市镇范围内有1处宪兵队。
唐斯及其附近的共44个市镇是伊桑若国家宪兵队（zone gendarmerie de Yssingeaux）的管辖范围。2020年，该宪兵队累计记录各类案件2,225起，其中盗窃类案件874起，经济类案件409起，毒品交易类案件256起。

## 文化

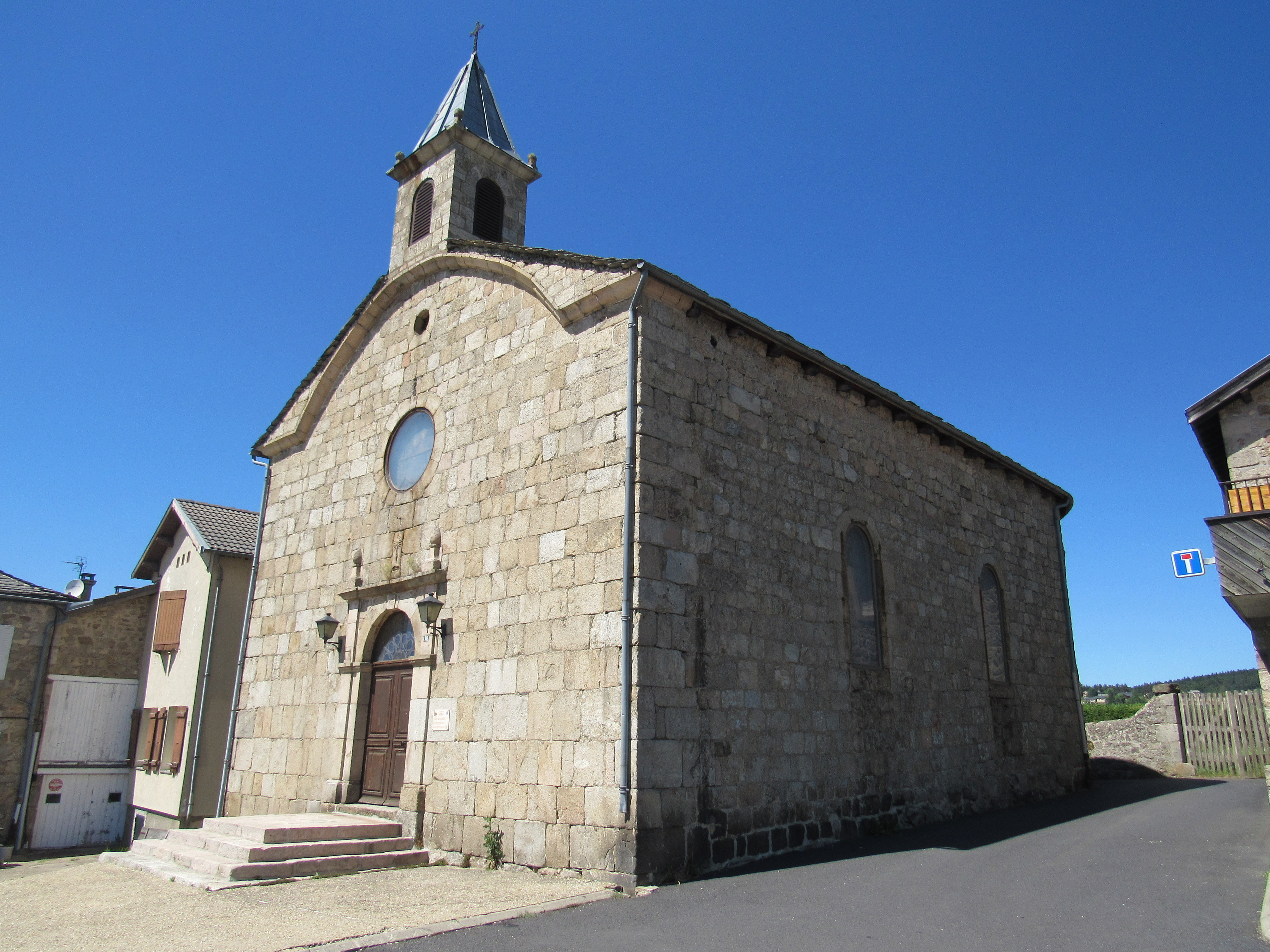
羁押者小教堂

2021年，唐斯境内共有1家电影院。唐斯境内建有多媒体中心（Médiathèque de Tence），每周二、三、五、六向公众开放。

### 建筑
唐斯境内有多处历史建筑，其中圣马丁教堂（Église Saint-Martin de Tence）、羁押者小教堂（Chapelle des Pénitents de Tence）等为法国国家文物保护单位，镇中心的圣母教堂（Chapelle Notre-Dame de Tence）是当地的地标性建筑物。

### 旅游
唐斯的旅游事务由其所属的上利尼翁市镇公共社区负责。2022年，唐斯境内共有2家酒店共计23间房间；另有1个露营地，可容纳共102辆露营车。

### 媒体
法国主要的媒体均可在唐斯接收，法国电视三台下属的奥弗涅-罗讷-阿尔卑斯大区频道在部分时段播出唐斯所在上卢瓦尔省的地方新闻。《进步报》、《上卢瓦尔省觉醒报》、蓝色法兰西奥弗涅广播、Scoop广播等是当地主要的地方性媒体。

## 相关人物
法国传教士邦雅曼·布吕埃尔出生于唐斯。

## 友好城市
截至2023年5月，唐斯共与一座城市互为友好城市关系：
- 西班牙 加鲁查